# Barsbay
Barsbay, född 1369, död 1438, var en egyptisk regent. Han var sultan i mamlukdynastins Egypten mellan 1422 och 1438. 